# Don Julián

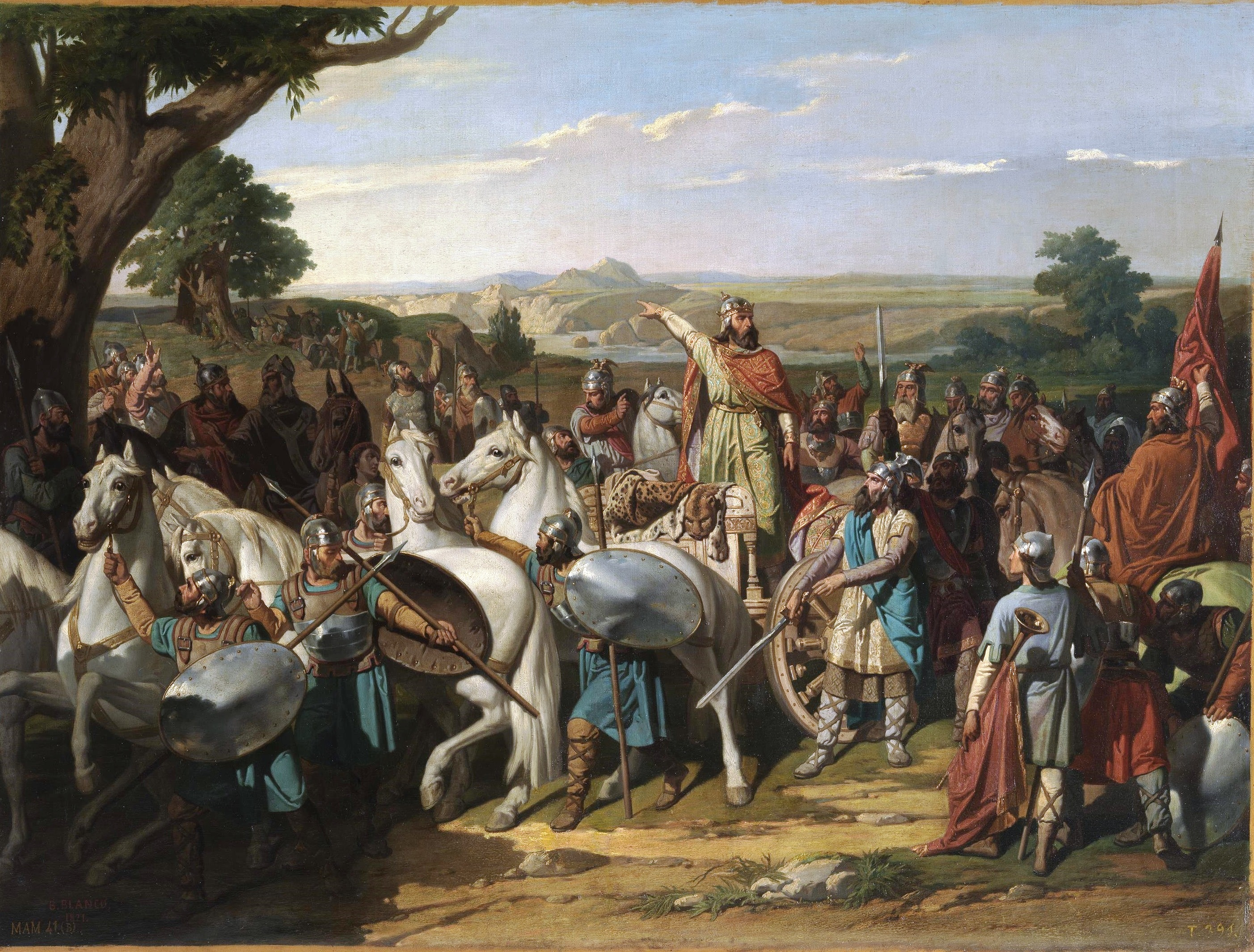
El rey Don Rodrigo arengando a sus tropas en la batalla de Guadalete (1871), de Bernardo Blanco y Pérez. Museo del Prado, Madrid

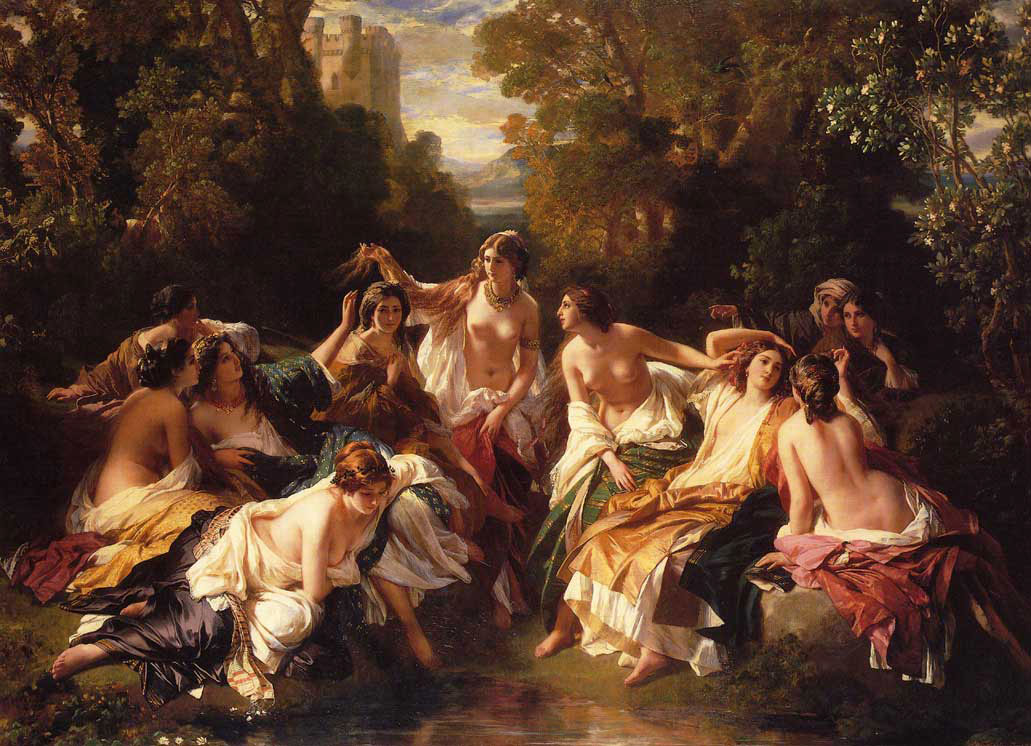
Don Rodrigo Rey de los Visigodos espiando desde los arbustos de la izquierda a Florinda la Cava bañándose, hija del su conde Don Julián
Pintura Florinda (1853) por Franz Xaver Winterhalter

Don Julián es el nombre hispanizado que se le da al comes Julianus de los cronicones, al gobernador de Ceuta Olbán que ayudó a los musulmanes a su entrada en Hispania, acabando así con el reino visigodo.

## Biografía
Se trata de un personaje de la Hispania visigoda del que se ignora si fue de origen visigodo, bizantino o amazig, esto es, bereber, como postula el historiador Luis García de Valdeavellano:

No sabemos si fue bereber, visigodo o bizantino; como "conde", pudo haber sido el gobernante de la fortaleza de Septem, una vez parte del reino visigodo; o pudo haber sido un exarca o gobernador en nombre del Imperio Bizantino: o, como parece más probable, pudo haber sido un bereber que era el señor y gobernante de la tribu católica bereber Ghomaras

Ciertos autores lo sitúan como gobernador visigodo de Septa (la actual ciudad de Ceuta), que cayó en manos musulmanas en torno al año 709. Esto lo haría cambiar de lealtades, obedeciendo a partir de ese momento al caudillo árabe Musa ibn Nusair. Otros investigadores, como Martínez Carrasco, lo consideran el gobernador romano de Oriente (hoy se diría bizantino) de la mencionada ciudad (Iulianos). Así pues, no se sabe con certeza si gobernaba Ceuta por cuenta del rey visigodo de la Península, por cuenta de los romanos de Oriente o era un cabecilla, régulo o reyezuelo amazig local; pero mantenía buenas relaciones con los visigodos y simpatizaba con el partido del rey visigodo Witiza, ya que acogió a sus hijos en Ceuta durante la guerra civil; sus descendientes llevan la nisba de al-Quti ("el Godo"), si bien esto no necesariamente indicaría que fuera de este pueblo. Sus barcos ayudaron a cruzar el estrecho a las fuerzas conquistadoras  dirigidas por Táriq ibn Ziyad, que vencieron al ejército visigodo de Rodrigo en la batalla de Guadalete (711). 
Su figura ha sido muy alterada por la leyenda, plasmada en cronicones y romances, que lo hace responsable de la conquista por los musulmanes del reino visigodo de Hispania. Según el historiador español Pedro Chalmeta, las fuentes árabes no dejan duda de que el desembarco de fuerzas árabes y amaziges en la península ibérica bajo mando de Tariq ibn Ziyad contó con la ayuda de un cabecilla bizantino mencionado por estas fuentes como «Yulyan», y por los historiadores castellanos como Julián. Según estas fuentes Yulyan era el gobernador bizantino de Ceuta, que, junto con Tánger, eran los dos últimos reductos bizantinos en el norte de África. Era de religión cristiana, pero de su origen étnico no se dice nada y podría ser visigodo, amazig o bizantino. Habría sido aliado de los reyes Égica (687-700) y Witiza (702-710), ya que a la muerte de este último se decantó por su hijo (si es que lo era: tan confuso e incierto se presenta el reinado de Witiza), el pretendiente Agila II, al que en guerra civil le disputaba el trono Rodrigo.
Tradiciones posteriores, reflejadas en fuentes musulmanas y cristianas, señalan que era el padre de Florinda la Cava, ultrajada por el rey visigodo Don Rodrigo. Don Julián, como venganza, facilitaría el paso a las huestes musulmanas, que conquistarían la península ibérica.